# Luis Bond
Luis Enrique Alvarez Guillén (Caracas, Venezuela, 29 de julio de 1985), más conocido como Luis Bond es un director, guionista, editor, crítico de cine y profesor universitario venezolano. 

## Biografía
Es licenciado en comunicación social, mención Audiovisual, en la Universidad Santa María. Es director, guionista y editor de cortometrajes, comerciales, vídeos institucionales y videoclips. Es Director Creativo de la casa productora The Magus Films.
Desde el 2011 se ha dedicado a la crítica de cine en radio, publicaciones impresas y web y la revista impresa AviorAir. Es parte de los fundadores del Círculo de Críticos Cinematográficos de Caracas. Es crítico certificado por el portal web Rotten Tomatoes.
Ha sido jurado de diferentes festivales de cine nacionales e internacionales como el Festival de Cine Venezolano, Caracas Doc, FestDivq.
Es profesor y creador de las cátedras de guion cinematográfico, dirección audiovisual, personajes y diálogos y producción de comerciales en la Universidad Santa María, Universidad Católica Andrés Bello, Universidad Monteávila y en la Universidad Audiovisual de Venezuela. En el Centro de Estudios Junguianos de Venezuela imparte mitología y arquetipos; igualmente, ha dictado cursos en diversas instituciones como ICREA, IESA, UCV, entre otras.
Es parte de la peña de escritores Sinenomine. Sus relatos han sido publicados en la antología Fiesta de la ficción (2010), Nudos y desenlaces (2013), En el nombre de la ficción (2016) de la Bid&Co y Entre la vida y la ficción (2018) de la editorial IPD. Su formación cinematográfica se ha complementado con estudios en psicología analítica profunda en la Sociedad Venezolana de Analistas Junguianos y el Centro de Estudios Junguianos de Venezuela. Sus análisis que unen el cine y la psicología arquetipal se han publicado en la Revista Aletheia (de la Asociación Venezolana de Psicología Analítica).

## Filmografía
| Año  | Título                   | Director                    | Guionista                    | Editor                   |
| ---- | ------------------------ | --------------------------- | ---------------------------- | ------------------------ |
| 2005 | Estudiante universitario | Luis Bond y Nelson Isava    | Luis Bond y Nelson Isava     | Luis Bond                |
| 2007 | Suicidios C.A.           | Luis Bond                   | Luis Bond                    | Luis Bond y Nelson Isava |
| 2009 | Caucho de repuesto       | Luis Bond                   | Luis Bond y Darwin Barroeta  | Luis Bond                |
| 2010 | Cumpleaños felices       | Luis Bond y Darwin Barroeta | Luis Bond y Darwin Barroeta  | Luis Bond                |
| 2020 | La mujer de la grieta    | Luis Bond                   | Luis Bond y Daniel Rodríguez | Luis Bond                |

## Reconocimientos y premios
- 2014 – Ganador del Lápiz creativo con la pieza Enamorado de la vida para ONTV, en la categoría de mejor acción
- 2014 – Ganador de Oro en la categoría Mejor mensaje de responsabilidad social para Televisión en los premios ANDA con la pieza Enamorado de la vida
- 2014 – Ganador de Plata en la categoría Mejor video en línea en los premios ANDA con la pieza Enamorado de la vida